# Vysokorychlostní trať Sü-čou – Lan-čou

Trasa trati

Vysokorychlostní trať Sü-čou – Lan-čou (čínsky v českém přepisu Sü-lan kao-su tchie-lu, pchin-jinem Xúlán Gāosù Tiělù, znaky zjednodušené 徐兰高速铁路, tradiční 徐蘭高速鐵路) je vysokorychlostní trať v Čínské lidové republice, která vede v západovýchodním směru směru a spojuje města Lan-čou (hlavní město provincie Kan-su), Si-an (hlavní město provincie Šen-si), Čeng-čou (hlavní město provincie Che-nan) a Sü-čou (hlavní město province Ťiang-si).
V celé délce 1363 kilometrů je v provozu od července 2017. Projektovaná maximální rychlost na trati je 350 km/h, trať je normálněrozchodná a elektrifikovaná (železniční napájecí soustava je 25 kV, 50 Hz).